# NGC 1169
NGC 1169 (hay còn được gọi bằng những tên gọi khác là UGC 2503, MCG 8-6-25, ZWG 554.20, PGC 11521) là một thiên hà xoắn ốc trung gian trong chòm sao Anh Tiên. Một số tài liệu khác cho rằng nó là thiên hà xoắn ốc gãy khúc. NGC 1169 có một trung tâm màu đỏ, quan sát cho thấy rằng khu vực này bị chi phối bởi các ngôi sao khác lớn tuổi hơn. Vòng ngoài chứa các ngôi sao màu xanh-trắng lớn hơn các ngôi sao lớn tuổi đó và gần đây có một dấu hiệu của sự hình thành sao mới. Toàn bộ thiên hà này đang quay ở vận tốc khoảng 265 km/s.
NGC 1169 được phát hiện vào ngày 11 tháng 12 năm 1786 bởi nhà thiên văn học người Anh gốc Đức William Herschel. Các phép đo khoảng cách của nó không dựa trên giá trị Redshift cho kết quả là 34.946 ± 8.075 Mpc, còn các phép đo khác thì cho kết quả từ 20,9 Mpc đến 49,7 Mpc và khoảng cách trung bình được ước tính là 35,1 Mpc. Bên cạnh đó, phép đo còn cho thấy thiên hà NGC 1169 có cấu trúc vòng mảnh.